# Дженкинс, Чарльз (старший)
Чарльз Ламонт «Чарли» Дженкинс старший (англ. Charles Lamont "Charlie" Jenkins Sr.; род. 7 января 1934, Нью-Йорк, Нью-Йорк) — американский легкоатлет, специалист по бегу на короткие дистанции. Выступал за национальную сборную США по лёгкой атлетике в середине 1950-х годов, дважды чемпион летних Олимпийских игр в Мельбурне, победитель и призёр первенств национального значения. Также известен как тренер по бегу.

## Биография
Чарльз Дженкинс родился 7 января 1934 года в Нью-Йорке, США.
Серьёзно заниматься бегом начал во время учёбы в Университете Вилланова, где был членом местной легкоатлетической команды «Вилланова Уайлдкэтс» и проходил подготовку под руководством известного специалиста Джамбо Эллиотта.
Неоднократно принимал участие в различных студенческих соревнованиях по лёгкой атлетике, в частности дважды побеждал на межвузовских стартах IC4A.
В 1955 году впервые стал национальным чемпионом, выиграл летнее первенство Любительского атлетического союза в беге на 440 ярдов и зимнее первенство в беге на 600 ярдов.
Благодаря череде удачных выступлений удостоился права защищать честь страны на летних Олимпийских играх 1956 года в Мельбурне. Дженкинс не рассматривался здесь в качестве фаворита, поскольку на отборочных национальных соревнованиях финишировал лишь третьим, а всё внимание было приковано к первому номеру сборной Лу Джонсу. В двух предварительных забегах 400-метровой дисциплины он оба раза показывал третий результат и с трудом сумел квалифицироваться в финальную стадию. Тем не менее, в решающем финальном забеге за счёт стремительного финишного рывка он сенсационно занял первое место и тем самым завоевал золотую олимпийскую награду, показав при этом худшее время со времён Олимпиады 1928 года. Позже Дженкинс добавил в послужной список ещё одно олимпийское золото, выиграв эстафету 4 × 400 метров.
Вскоре после мельбурнской Олимпиады в декабре 1956 года Чарльз Дженкинс женился на Филлис Рандольф. Он ещё в течение некоторого времени оставался действующим спортсменом, так, в 1958 году победил на чемпионате США в помещении в беге на 600 ярдов.
Впоследствии проявил себя как тренер и педагог. В 1970-х годах работал в Отделе образования Федерального правительства США. После смерти своего наставника Джамбо Эллиотта в 1981 году вернулся в свою альма-матер и возглавил легкоатлетическую команду Университета Вилланова.
Его сын Чарльз Дженкинс младший пошёл по стопам отца и тоже стал достаточно известным спринтером, в частности выиграл эстафету 4 × 400 метров на Олимпийских играх 1992 года в Барселоне — это был первый случай в истории олимпийского движения, когда отец и сын выиграли золото в одной дисциплине.